# مسابقة وليام لويل بوتنام الرياضية
مسابقة ويليام لويل بوتنام الرياضية ، التي غالبًا ما يتم اختصارها إلى مسابقة البوتنام ، هي مسابقة رياضية سنوية لطلاب الجامعات المسجلين في مؤسسات التعليم العالي في الولايات المتحدة وكندا (بغض النظر عن جنسيات الطلاب). تمنح منحة دراسية وجوائز نقدية تتراوح من 250 دولارًا إلى 2500 دولارًا للطلاب المتفوقين و 5000 دولار إلى 25000 دولار للمدارس العليا، بالإضافة إلى واحد من أفضل خمسة مشاركين فرديين (تم تعيينهم على أنه زمالة البوتنام ) يُمنح منحة دراسية تصل إلى 12000 دولار بالإضافة إلى الرسوم الدراسية في جامعة هارفارد (زمالة جائزة زميل البوتنام) ،  يتم ذكر أسماء أفضل 100 شخص من المشاركين في مجلة الرياضيات الشهرية الأمريكية (مرتبة أبجديًا ضمن الرتبة) ، ويتم إرسال أسماء وعناوين أفضل 500 متسابق إلى جميع المؤسسات المشاركة. تعتبر مسابقة البوتنام المسابقة الرياضيات الأكثر شهرة على مستوى الجامعة في العالم، وتكمن الصعوبة في أن متوسط النتيجة غالبًا ما يكون صفرًا (من 120) على الرغم من أن المشاركين هم طلاب متخصصين في الرياضيات.
تأسست المسابقة في عام 1927 من قبل إليزابيث لويل البوتنام تخليداً لذكرى زوجها ويليام لويل بوتنام ، الذي كان من دعاة المنافسة الفكرية بين الكليات. يتم تقديم المسابقة سنويًا منذ عام 1938 ويديرها إتحاد الرياضيات الأمريكي .

## تخطيط المنافسة
في الوقت الحاضر تقام مسابقة البوتنام في أول يوم سبت من شهر ديسمبر، وتتكون من جلستين مدة كل منهما ثلاث ساعات تفصل بينهما استراحة غداء. يشرف على المسابقة أعضاء هيئة التدريس بالمدارس المشاركة. كل واحدة تتكون من اثني عشر مسألة صعبة. تغطي المشاكل مجموعة من المواد المتقدمة في الرياضيات الجامعية، بما في ذلك مفاهيم من نظرية المجموعات ،نظرية البيان ، نظرية الزمر ونظرية الأعداد.
كل سؤال من الأسئلة الإثني عشر يساوي 10 نقاط، والدرجات الأكثر شيوعًا فوق الصفر هي 10 نقاط لحل كامل، و 9 نقاط لحل شبه كامل، ونقطة واحدة لبدايات الحل. في السنوات السابقة، كانت الأسئلة الإثني عشر تساوي نقطة واحدة لكل سؤال. تعتبر المسابقة صعبة للغاية: فعادةً ما يحاول الطلاب المتخصصون في الرياضيات أن يجربوها، ولكن متوسط الدرجة يكون عادةً صفرًا أو نقطة واحدة من أصل 120 ممكنًا، ولم يكن هناك سوى خمس درجات كاملة اعتبارًا من 2019 . في عام 2003 ، من بين 3615 طالبًا متنافسًا، سجل 1024 (28٪) 10 نقاط أو أكثر، وكانت 42 نقطة كافية لتحقيق النسبة المئوية الأعلى.

## الفائزون

### الفرق مرتبة حسب الأداء التاريخي
يوجد أدناه جدول بالفرق حسب عدد مرات الظهور في المراكز الخمسة الأولى وعدد الألقاب.
يوضح الجدول التالي الفِرق التي انتهت في المراكز الخمسة الأولى ( اعتبارًا من 2019 المنافسة):
| الخمسة الاوائل | فرق |
| -------------- | --- |
| 65             | هارفارد |
| 50             | معهد ماساتشوستس للتكنولوجيا |
| 33             | معهد كاليفورنيا للتكنولوجيا |
| 31             | برينستون |
| 20             | واترلو |
| 19             | تورنتو |
| 14             | ستانفورد |
| 12             | دوق |
| 11             | شيكاغو ، جامعة واشنطن في سانت لويس ، ييل |
| 10             | جامعة كاليفورنيا في بيركلي ، كورنيل |
| 9              | كارنيجي ميلون (بما في ذلك شركة كارنيجي للتكنولوجيا السابقة) |
| 6              | كولومبيا ، جامعة كاليفورنيا |
| 5              | كلية بروكلين ، كلية مدينة نيويورك ، ولاية ميشيغان |
| 4              | كيس وسترن ريسرف (بما في ذلك كيس تك السابقة)، ميتشيغان ، رايس |
| 3              | بروكلين بوليتيك، جامعة كاليفورنيا ديفيس ، كوينز ، بنسلفانيا |
| 2              | كولومبيا البريطانية ، دارتموث ، هارفي مود ، ماريلاند |
| 1              | كوبر يونيون، إلينوي تك ، كانساس ، كينيون، مانيتوبا ، ماكجيل ، جامعة ميامي ، RPI </br> جامعة نيويورك ، أوبرلين ، ستوني بروك ، سوارثمور ، ويليام كاري (تحت الاسم السابق لميسيسيبي وومن) |

للحصول على تحليل حديث، يوضح الجدول التالي الفِرق التي احتلت المراكز الخمسة الأولى منذ عام 2000 ( اعتبارًا من 2019 المنافسة):
| الخمسة الاوائل | فرق                                              |
| -------------- | ------------------------------------------------ |
| 19             | هارفارد ، معهد ماساتشوستس للتكنولوجيا            |
| 11             | ستانفورد                                         |
| 10             | برينستون                                         |
| 8              | معهد كاليفورنيا للتكنولوجيا                      |
| 7              | دوق                                              |
| 6              | جامعة كارنيجي ميلون                              |
| 5              | واترلو                                           |
| 4              | جامعة كاليفورنيا                                 |
| 3              | جامعة كاليفورنيا في بيركلي ، تورونتو             |
| 1              | شيكاغو ، هارفي مود ، ستوني بروك ، RPI ، كولومبيا |

يوضح الجدول التالي الفرق التي حصلت على المركز الأول ( اعتبارًا من 2019 المنافسة ):
| المركز الأول | فرق |
| ------------ | --- |
| 30           | هارفارد |
| 10           | معهد كاليفورنيا للتكنولوجيا ، معهد ماساتشوستس للتكنولوجيا                                                              |
| 4            | تورنتو ، جامعة واشنطن في سانت لويس                                                                                     |
| 3            | كلية بروكلين ، ديوك ، ولاية ميشيغان                                                                                    |
| 2            | بروكلين بوليتيك، كورنيل ، واترلو                                                                                       |
| 1            | جامعة كاليفورنيا في بيركلي ، جامعة كاليفورنيا في ديفيس ، كارنيجي ميلون ، كيس ويسترن ريزيرف ، شيكاغو ، برينستون ، كوينز |

## روابط خارجية
- نتائج مسابقة ويليام لويل البوتنام الرياضية نسخة محفوظة 29 فبراير 2000 على موقع واي باك مشين.
- مسائل وحلول مسابقة William Lowell Putnam وأرشيف النتائج
- أرشيف المشاكل 1938-2003
- قاعدة بيانات قابلة للبحث للحصول على معلومات حول وظائف Putnam Fellows
- تاريخ شامل لمسابقة البوتنام تحديث إلكتروني لورقة غاليان لعام 2004 (PDF)